# 14SOULS
『14SOULS』（フォーティーン・ソウルズ）は日本のロックバンド、ART-SCHOOLの5thアルバムである。2009年8月5日に発売された。

## 概要
メンバーチェンジとベストアルバム発売を経て、前作Floraから約二年半ぶりに発売されたフルアルバム。トランペットに島裕介が参加している。

## 収録曲
1. 14souls
  - NHK「デジタル・スタジアム」エンディングテーマ。
2. STAY BEAUTIFUL
3. ローラーコースター
  - シングルではないが、PVが作成された。
4. マイブルーセバスチャン
5. HEAVEN'S SIGN
6. LOST CONTROL
  - 井口昇の映画作品「ロボゲイシャ」主題歌。
7. tonight is the night
8. wish you were here
9. don't I hold you
10. CATHOLIC BOY
11. KILLING ME SOFTLY
12. 君は天使だった
13. Grace note